# 新京成電鉄8000形電車
新京成電鉄8000形電車（しんけいせいでんてつ8000がたでんしゃ）は、新京成電鉄で1978年（昭和53年）に登場した通勤形電車。 1985年（昭和60年）までに6両編成9本（54両）が製造された。

## 概要
新京成電鉄では、1970年（昭和45年）のモハ250形・サハ550形、1971年（昭和46年）からの800形を皮切りに自社発注車両の増備を進めていたが、これらの形式は京成電鉄のいわゆる「青電」（210形など）と「赤電」（旧3000形など）に近い設計であり、車体もそれらに近いものとなっていた。
折しも輸送力増強と車両冷房化と推し進めるにあたり新設計車を開発することとなり、登場したのが本形式である。室内の構造や冷房装置などの機器類は京成で当時増備されていた3500形に準じている。1両あたりの製造価格は約8,500万円である。
800形と比較すると全ての面で優れた車両という理由により、形式は0を追加した8000形とした。

## 車体
18m級車体に片側3ドア、窓配置はdD3D3D1で、ドアは新京成では初となる両開き式が採用された。前面形状はそれまでの京成車両とは大きく異なる非貫通の2枚窓となった。車体前面にある運転窓と丸形ライトの周辺が茶色に隈取りされたように見える車体配色（後述）が「たぬき」を連想させ、くぬぎ山車両基地などにちなんで、「くぬぎ山のたぬき」や「習志野のたぬき」とも呼ばれるようになった。
落成当初は全編成とも側面行先表示器は設置されていなかったが、1990年（平成2年）頃から1992年（平成4年）にかけて全車に設置された。車体側面の表示灯は電球式である。
車両番号は先頭車（制御車）がクハ8500番台・中間電動車がモハ8000番台となり、編成は新京成線の松戸寄りの先頭車の車両番号を用いて「8502編成」などと呼称される。8502編成では松戸寄りから8502+8004+8003+8002+8001+8501と付番されている。

### 塗装
1978年に製造された1次車（8502編成）のみは当時の新京成の標準色である、キャンディピンク地に前面窓下と側面下部にマルーンのツートンカラーで登場したが、翌年の1979年（昭和54年）に登場した2次車（8504編成）からベージュ地に前面窓下が茶色、側面には茶帯の2代目塗装となり、後に1次車もこの塗装に変更された。
また、2006年（平成18年）10月には京成千葉線千葉中央駅までの直通運転に備え、8502編成を除く編成がN800形に準じた新塗装への変更が行われた。この新塗装は「千葉線直通編成のステータス」とされているため、同様の直通改造を施された8800形も同じ塗装に変更されている。
なお、2014年（平成26年）8月以降順次、新京成が保有する全車両に対してコーポレートカラーを用いた新塗装への変更が実施されることに伴い、当初本形式のうち現存する6両編成4本についても4代目塗装への変更が行われることになっていたが後述する2本は廃車され、2017年4月に8518編成のみが新塗装化された。

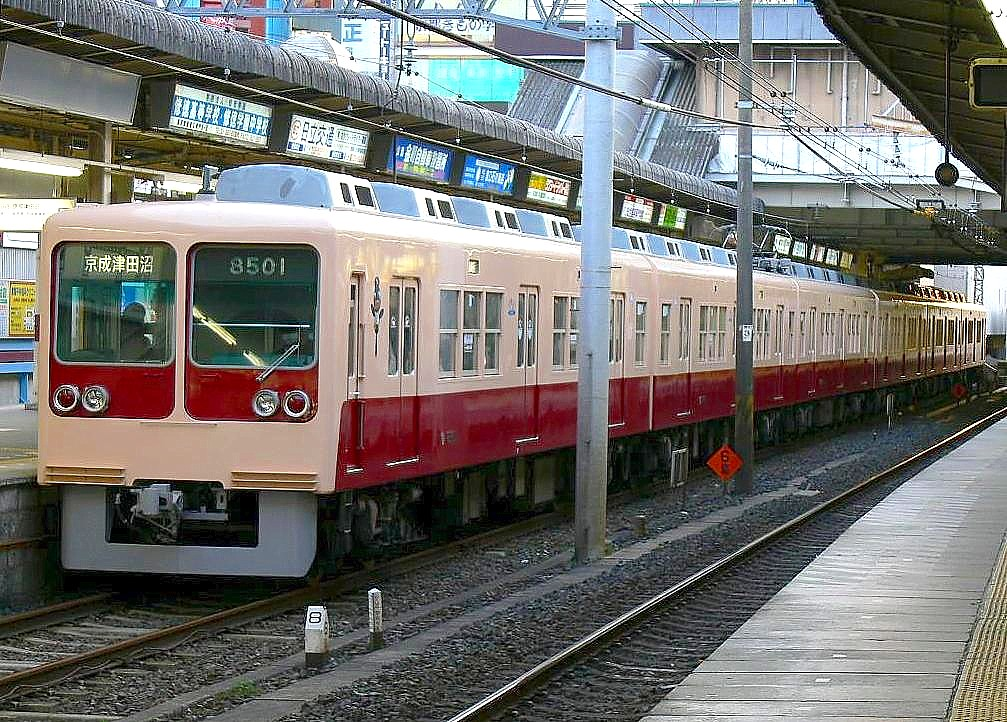
登場時のツートンカラー塗装とした8502編成
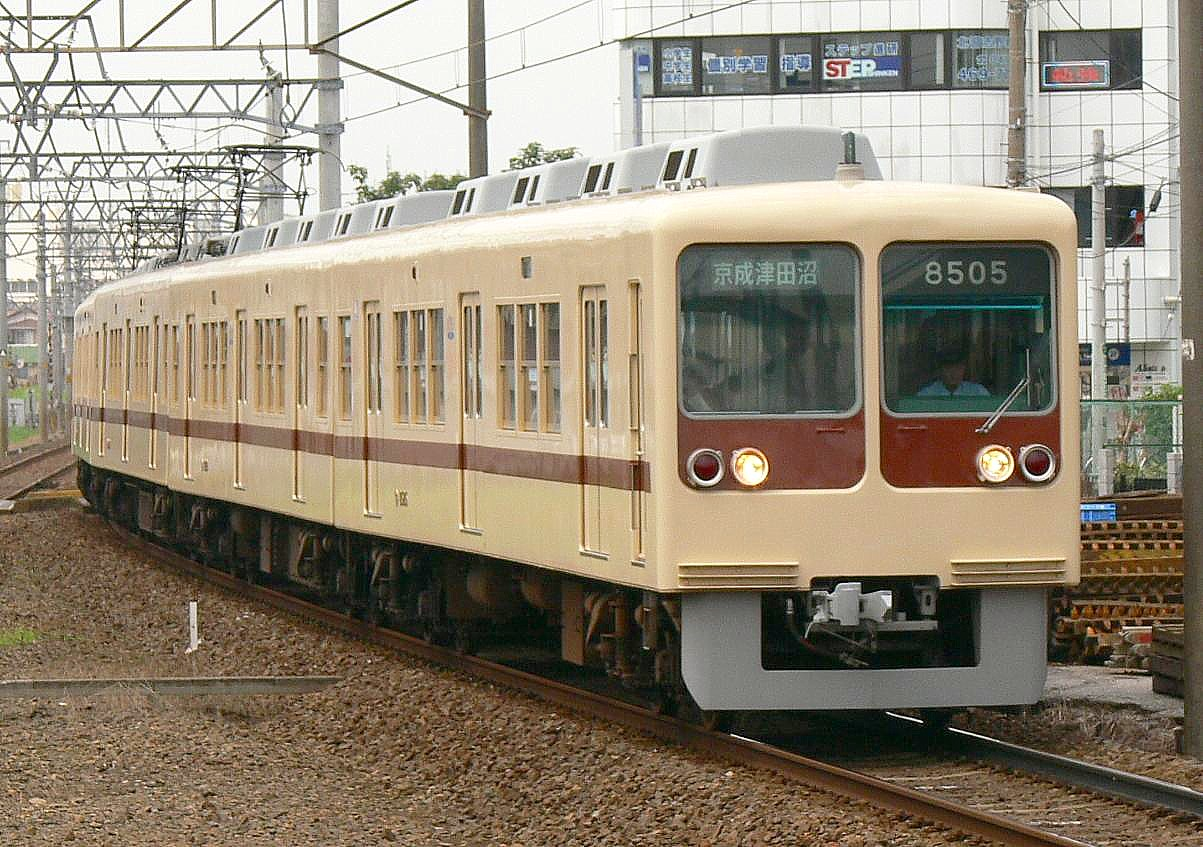
2代目塗装
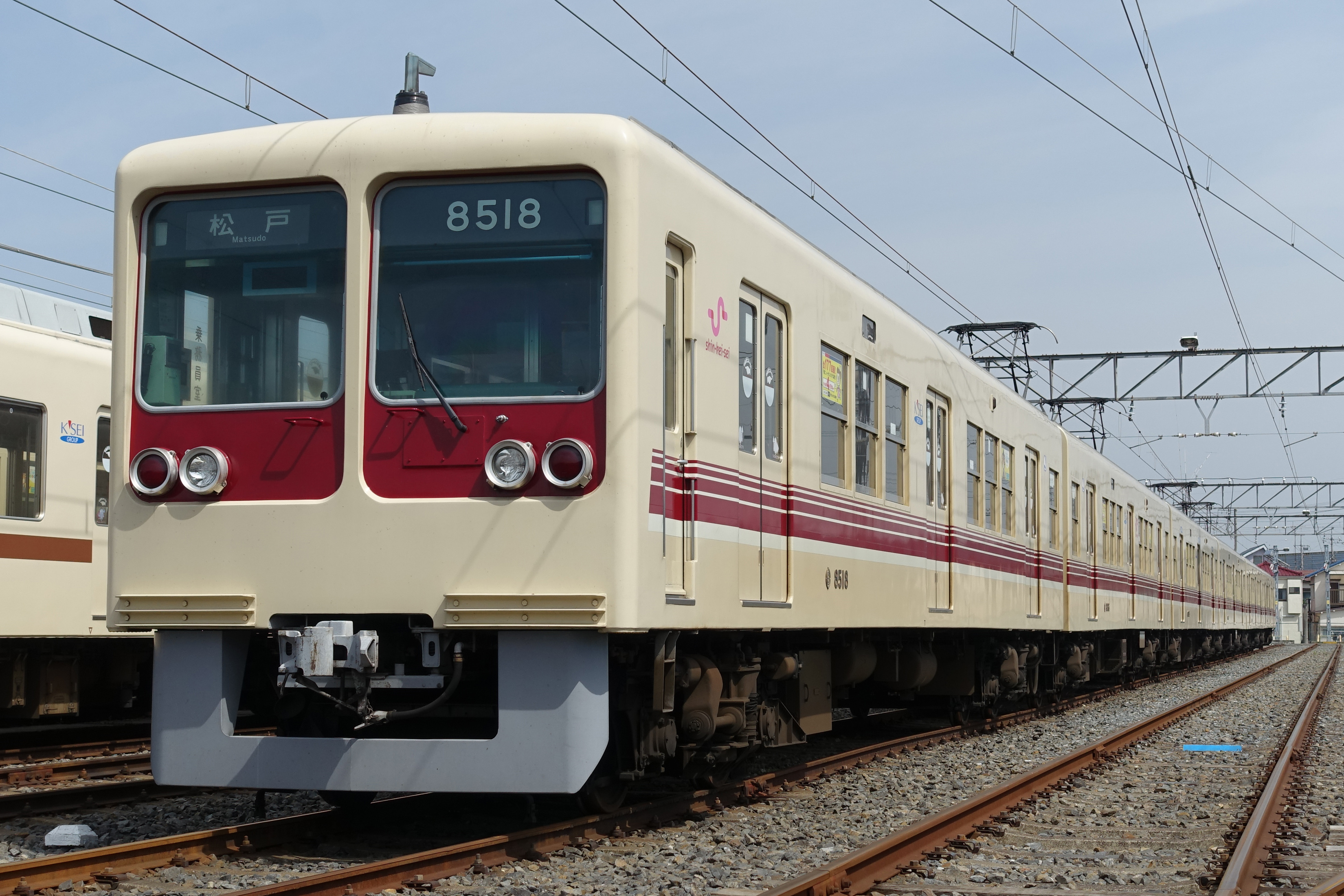
3代目塗装
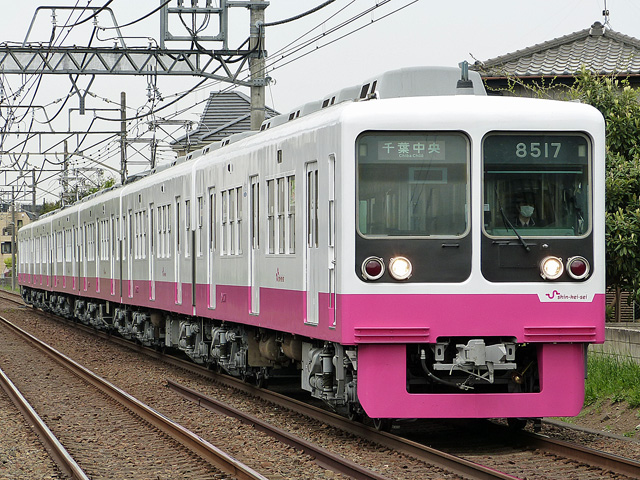
4代目塗装

## 機器類
制御方式は初期車は抵抗制御であったが、 1981年（昭和56年）新造分である3次車（8506編成）から、主回路を界磁チョッパ制御方式に、ブレーキを回生ブレーキ併用電磁直通ブレーキ (HSC-R) とした。その際に回生ブレーキ時の架線離線対策としてパンタグラフを菱形1基 (PT43) から下枠交差形2基 (PT48) に変更された。ただし、この編成のみ以降の界磁チョッパ編成と異なり助士席側のワイパーが設置されていないなど先頭車の仕様が若干異なっている。
電動機は三菱電機製直流電動機（抵抗制御編成は直巻、界磁チョッパ制御編成は複巻）で出力110kW、端子電圧375Vだったが、VVVF改造車は東芝製全閉自冷式かご形三相誘導電動機に交換された。
台車は住友金属工業製ペデスタル（軸ばね）方式軸箱支持+外吊り方式枕ばね（コイルばね）台車で、形式は電動車がFS329S2型およびFS329S4型、付随車がFS329S1型およびFS329S3型を名乗る。
冷房装置は三菱電機製CU-12C型分散式冷房装置（能力8,500kcal/h（35.7kWh））を1両当たり4基（1両34,000kcal/h≒142.8kWh）を採用し、冷風撹拌として東芝製扇風機を先頭車に4台、中間車に5台設置されている（乗務員室の扇風機は三菱電機製。東芝製扇風機は8502編成-8512編成まで旧社名の東京芝浦電気の表記、8514編成-8518編成は現社名の東芝の表記がなされている）。

## 改造

### 京成線直通への対応改造
2006年度（平成18年度）には、全編成に京成電鉄乗り入れ準備として誘導無線 (IR) アンテナが設置された。かつて8510編成以降の編成には北総開発鉄道（現：北総鉄道）乗り入れの際にIRアンテナを使用していたが、乗り入れ廃止により撤去された。併せて屋根塗装も実施された。ただし8518編成はアンテナの撤去が乗り入れ発表と前後したためか無線本体の台座と助士席側の配線を取り込む配管はそのまま残されており、再設置の際それが生かされる形となった。無線切替えスイッチは北総線乗り入れ時代の速度計ユニット脇と異なり、前面裏に設置された（8800形の京成乗り入れ車も同様）。
最初に設置されたのは2006年（平成18年）7月に検査出場した8514編成で、アンテナ設置に際し、急行灯やLED式運行番号表示器の設置も同時に行われた。8月には抵抗制御車の8504編成、界磁チョッパ車の8506編成、8508編成に、9月には抵抗制御車の8502編成と界磁チョッパ車の8510編成に、10月には8516編成に、そして11月には8518編成と8512編成にも設置されたことで全編成完了した。前述したが、京成乗り入れ車は8502編成を除き側面帯をN800形に準じたマルーン色帯に変更された。また、前面と側面の行先表示器字幕が千葉線対応のものとなり、幕自体も英字併記のものに交換された。なお、抵抗制御方式の8502・8504編成は一時期乗り入れ運用の対象から除外され、運行番号表示器、IRアンテナは撤去されていた時期がある。このとき撤去された機器類は8800形8802編成・8804編成に転用されている。

### VVVFインバータ化改造
8510編成は2007年度（平成19年度）にVVVFインバータ制御に改造され、2008年（平成20年）2月から3月にかけて試運転を実施した後、同年3月28日から営業運転に使用されるようになった。改造当初は京成千葉線への直通運用には充当されていなかったが、後に直通運用復帰している。また、2008年度（平成20年度）に8512編成が同様に改造され、自動放送も設置された。2009年度（平成21年度）は8506編成が改造され、8508編成はEV装置の設置工事が行われた。2010年度（平成22年度）は8514編成と8518編成の2本が改造された。VVVFインバータ改造編成は床材が緑色から茶色に変更され、点検蓋が廃止されている。8508編成・8516編成もVVVFインバータ制御に改造予定だったが経年による諸事情から中止され、8508編成は2012年（平成24年）10月2日に、8516編成が2013年（平成25年）2月7日にそれぞれ運用から離脱している。

### リバイバル塗装
2001年（平成13年）から8502編成が登場時のツートンカラーに復元され、2012年の廃車までこの塗装で運行された。この編成の車体には新京成電鉄のキャラクター「しんちゃん」のステッカーが貼られており、座席モケットにも「しんちゃん」が描かれていた。合わせて前面に8800形「アートトレイン」と同様にヘッドマーク装着用の「手すり」が設置された。この編成でのヘッドマーク装着は無かったが、2012年（平成24年）1月に運行終了が決まり、終了時点まで「ありがとうしんちゃん電車」のヘッドマークを装着して運行された。
2017年（平成29年）6月には8512編成が本編成の落成当時のベージュ地に茶帯の2代目塗装に復刻された。直通対応車のため京成千葉線にも乗り入れているが、この塗装は元来直通非対応車に施されていた塗装であり、茶帯車が京成線に入るのは初めてとなる。

### その他
- 先頭車前面には2002年（平成14年）頃から8800形と共通の排障器（スカート）を装備を開始し、全車に装備された。8502・8518編成はレール塗油装置が設置されている。
- 2009年度（平成21年度）より車内自動放送が開始されたが、8512・8518編成は先行設置され、その後廃車された8504編成を除き全車に設置された。
- 新京成の車両ではN800形導入以降、客用ドア付近の吊手増設と座席のスタンションポールの設置が行われているが、8000形では2013年（平成25年）に出場した8518編成に初めて施工された。併せてワイパーを空気式から電動式に変更した上で助士席側のワイパーは撤去され、同時にねじ止め式の蓋もついた。8512編成はワイパーの電動式化と助士席側ワイパー撤去のみ施工されている。
- 他形式で施工された転落防止幌は8512・8514・8518編成のみ施工された。

## 廃車
N800形や80000形の導入に伴い、2011年の8504編成を皮切りに廃車が開始された。2013年（平成25年）2月の8516編成の廃車をもって、新京成電鉄の保有する全車両がVVVFインバータ制御車となった。
2014年（平成26年）以降はVVVF改造車の廃車が進行し、2020年（令和2年）1月14日には新塗装の8518編成が運用を終了、廃車された。最後まで残っていた8512編成（リバイバルカラー）も2021年11月1日をもって運用を離脱し、本系列は全廃となった。これによって新京成電鉄保有の全編成が車椅子スペース（ベビーカースペース）設置となった。
8502編成の京成津田沼方先頭車8501号車の乗務員室部分がカットモデルとして保存され、くぬぎ山車両基地で2012年（平成24年）に開かれたイベントで初披露された。方向幕は英字表記のないタイプに交換されている。

## 付記
- 英字表記が入っていない交換前の字幕には「京成津田沼」や「松戸」の表示が二つ用意されていた。京成線直通運転実施前の日中のダイヤでは「京成津田沼」と「松戸」しか使わなかったため、日焼けの軽減を目的としていたのが理由である（800形・交換前の8800形も同様）。
- 北習志野駅ホームの京成津田沼方には本形式をモチーフとした自動販売機が2012年（平成24年）11月28日から設置されている。

## 編成表
|      | ← 松戸駅京成津田沼駅、千葉中央駅 → |                 |                 |                 |                 |                  |            |            |            |
| 号車 | 6                                  | 5               | 4               | 3               | 2               | 1                | 導入時期   | 改造時期   | 廃車時期   |
| 形式 | クハ8500形 (Tc2)                   | モハ8000形 (M2) | モハ8000形 (M1) | モハ8000形 (M2) | モハ8000形 (M1) | クハ8500形 (Tc1) | 導入時期   | 改造時期   | 廃車時期   |
| 機器 | BATT                               | pt RHEO         | CP MG           | pt RHEO         | CP MG           | BATT             | 導入時期   | 改造時期   | 廃車時期   |
| 編成 | 8502                               | 8004            | 8003            | 8002            | 8001            | 8501             | 1978年12月 |            | 2012年1月  |
| 編成 | 8504                               | 8008            | 8007            | 8006            | 8005            | 8503             | 1979年11月 |            | 2011年3月  |
| 機器 | BATT                               | PT CHOP         | CP MG           | PT CHOP         | CP MG           | BATT             | 導入時期   | 改造時期   | 廃車時期   |
| 編成 | 8508                               | 8016            | 8015            | 8014            | 8013            | 8507             | 1982年7月  |            | 2012年10月 |
| 編成 | 8516                               | 8032            | 8031            | 8030            | 8029            | 8515             | 1985年6月  |            | 2013年2月  |
| 機器 | BATT                               | PT VVVF         | CP MG           | PT VVVF         | CP MG           | BATT             | 導入時期   | 改造時期   | 廃車時期   |
| 編成 | 8506                               | 8012            | 8011            | 8010            | 8009            | 8505             | 1981年6月  | 2010年2月  | 2014年1月  |
| 編成 | 8510                               | 8020            | 8019            | 8018            | 8017            | 8509             | 1983年6月  | 2008年3月  | 2016年1月  |
| 編成 | 8512                               | 8024            | 8023            | 8022            | 8021            | 8511             | 1984年3月  | 2009年2月  | 2021年11月 |
| 編成 | 8514                               | 8028            | 8027            | 8026            | 8025            | 8513             | 1985年1月  | 2010年8月  | 2018年8月  |
| 編成 | 8518                               | 8036            | 8035            | 8034            | 8033            | 8517             | 1985年9月  | 2010年11月 | 2020年1月  |

- RHEO：主制御機（抵抗器）
- CHOP：主制御機（界磁チョッパ）
- VVVF：主制御機（VVVFインバータ）
- pt：パンタグラフ（菱型1基）
- PT：パンタグラフ（下枠交差型2基）
- MG：電動発電機
- CP：空気圧縮機
- BATT：蓄電池
- 数字が灰色の編成は除籍された編成
- 全車日本車両製